# Sylvain Van de Weyer
Jean-Sylvain Van de Weyer (Lovanio, 19 gennaio 1802 – Londra, 23 maggio 1874) è stato un politico belga, primo ministro del Belgio dal 30 giugno 1845 al 31 marzo 1846.

## Biografia
Nato a Lovanio ma cresciuto ad Amsterdam, nel 1811 fece ritorno a Lovanio con la famiglia e studiò giurisprudenza all'università della città.
Nel 1823 inizia ad esercitare la professione di avvocato a Bruxelles spesso difendendo in giudizio i giornalisti e le riviste che criticavano il dominio olandese sul Belgio.
Allo scoppio della Rivoluzione belga nel 1830 Van de Weyer diventa membro del governo provvisorio.
Il nuovo sovrano del Belgio Leopoldo I lo nomina inviato speciale a Londra ma qualche tempo dopo Van de Weyer torna in patria per diventare capo del governo.
Dal 1848 al 1874 è stato vicepresidente della biblioteca di Londra.

## Vita privata
Van de Weyer sposò Elizabeth Bates (unica figlia del banchiere Joshua Bates della Barings Bank). Dal matrimonio nacquero sette figli (due maschi e cinque femmine). Tra queste Eleanor, sposò Reginald Brett, II visconte Esher, e fu madre tra le altre di Sylvia Leonora Brett, ranee di Sarawak in quanto moglie del raja Charles Brooke.